# Sankt Anna am Aigen
Sankt Anna am Aigen är en ort och kommun i distriktet Südoststeiermark i förbundslandet Steiermark i Österrike. Kommunen gränsar i öster till Slovenien.
Kommunen består av tio orter (Ortschaften) (inom parentes invånarantal 1 januari 2024) :

- Aigen (418)
- Frutten (207)
- Gießelsdorf (256)
- Hochstraden (138)
- Jamm (353)
- Klapping (108)
- Plesch (370)
- Risola (84)
- Sichauf (134)
- Waltra (307)

Kommunen fick sin nuvarande form den 1 januari 2015 genom en sammanslagning av kommunerna Frutten-Gießelsdorf och Sankt Anna am Aigen.